# Edward Slattery
Edward James Slattery (ur. 11 sierpnia 1940 w Chicago, zm. 13 września 2024 w Tulsa) – amerykański duchowny katolicki, biskup diecezji Tulsa w Oklahomie w latach 1993–2016.
Był drugim z siedmiorga dzieci Williama Edwarda i Winifred Margaret z domu Brennan. Do kapłaństwa przygotowywał się w Seminarium Przygotowawczym im. abpa Quigleya w Chicago. Następnie ukończył St. Mary of the Lake Seminary w Mundelein, Illinois. Święcenia kapłańskie otrzymał 26 kwietnia 1966 roku z rąk ówczesnego metropolity Chicago Johna Cody’ego. Pracował następnie duszpastersko w rodzinnej archidiecezji jednocześnie studiując na Loyola University, gdzie uzyskał magisterium. Od roku 1973, początkowo jako wikariusz, a później proboszcz, pracował w parafii hiszpańskojęzycznej św. Róży z Limy w południowej części Chicago.
11 listopada 1993 otrzymał nominację na biskupa Tulsy. Niedługo później umarł jego ojciec. Sakrę otrzymał w Rzymie z rąk papieża Jana Pawła II wraz z dwunastoma innymi duchownymi z całego świata. Ingres do katedry w Tulsa odbył się 12 stycznia 1994 roku.
Bp Slattery był jednym z biskupów o poglądach tradycjonalistycznych. Od roku 2009 w swej katedrze powrócił do dawnej praktyki celebrowania liturgii ad orientem. Wspierał też rozwój Bractwa Kapłańskiego św. Piotra. Jako biskup współkonsekrator uczestniczył w poświęceniu nowej kaplicy seminaryjnej bractwa w Denton w stanie Nebraska w roku 2010.
13 maja 2016 przeszedł na emeryturę.